# Сидякин, Вячеслав Григорьевич
Вячеслав Григорьевич Сидякин (укр. В'ячеслав Григорович Сiдякiн; 8 марта 1936, Томск, Западно-Сибирский край — 25 октября 2005, Симферополь) — советский и украинский учёный, биолог, физиолог, доктор медицинских наук, профессор (1990).
Автор ряда научных трудов и изобретения.

## Биография
Родился 8 марта 1936 года в Томске.

### Образование
В 1962 году окончил Крымский педагогический институт им. М. В. Фрунзе (ныне Таврический национальный университет имени В. И. Вернадского).
В 1971 году в Институте физиологии им. И. П. Павлова в Ленинграде защитил кандидатскую диссертацию на тему «Роль головки и тела хвостатого ядра в условно-рефлекторной деятельности собак». Там же в 1989 году защитил докторскую диссертацию на тему «Реакция нервной системы человека и животных на воздействие сверхнизкочастотных электромагнитных полей естественного и искусственного происхождения».

### Деятельность
По окончании института, с 1962 по 1968 год, работал там же преподавателем на факультете физической культуры, затем — на кафедре анатомии и физиологии человека и животных факультета естественных наук.
После защиты кандидатской диссертации, в 1971—1972 годах — ассистент, в 1972—1979 годах — секретарь партийного комитета, в 1979—1980 годах — проректор университета по учебной работе Симферопольского государственного университета.
В 1980—1988 годах В. Г. Сидякин — заведующий отделом науки и учебных заведений Крымского обкома КПУ.
Затем снова работал в родном вузе: в 1988—1989 годах — проректор по научной работе, в 1989—1999 годах — ректор Симферопольского государственного университета им. М. В. Фрунзе. В 1999—2005 годах — заведующий кафедрой физиологии человека и животных и биофизики Таврического национального университета им. В. И. Вернадского (одновременно — советник ректора).
Наряду с педагогической деятельностью, занимался общественной работой — был членом бюро Симферопольского городского комитета КПУ (1975—1980) и членом Крымского областного комитета КПУ (1980—1990).
Умер 25 октября 2005 года в Симферополе.

## Память
У входа в корпус «А» Таврической академии Крымского федерального университета имени В. И. Вернадского установлена мемориальная доска памяти ученых Крымской школы магнитобиологии — В. Г. Сидякина, В. М. Сташкова и Н. А. Темурьянц.

## Награды и почётные звания
- Член-корреспондент Академии педагогических наук Украины.
- Член Международной академии педагогических и социальных наук, Международной академии информатизации, Академии компьютерных наук и систем Украины, Нью-Йоркской академии наук.
- Награждён медалями, удостоен Грамоты Президиума Верховного Совета Украинской ССР (1986)
- «Заслуженный деятель науки и техники Украины» (1993).